# Ctenochaetus cyanocheilus
Ctenochaetus cyanocheilus är en fiskart som beskrevs av Randall och Clements 2001. Ctenochaetus cyanocheilus ingår i släktet Ctenochaetus och familjen Acanthuridae. IUCN kategoriserar arten globalt som livskraftig. Inga underarter finns listade i Catalogue of Life.